# Palazzo Mattei (Firenze)
Palazzo Mattei è un edificio del centro storico di Firenze, situato tra piazza degli Strozzi 1, via degli Strozzi  21r-23r-25r-27r-29r, via de' Sassetti 17r-19r-21r-23r-25r, via degli Anselmi 4.

## Storia

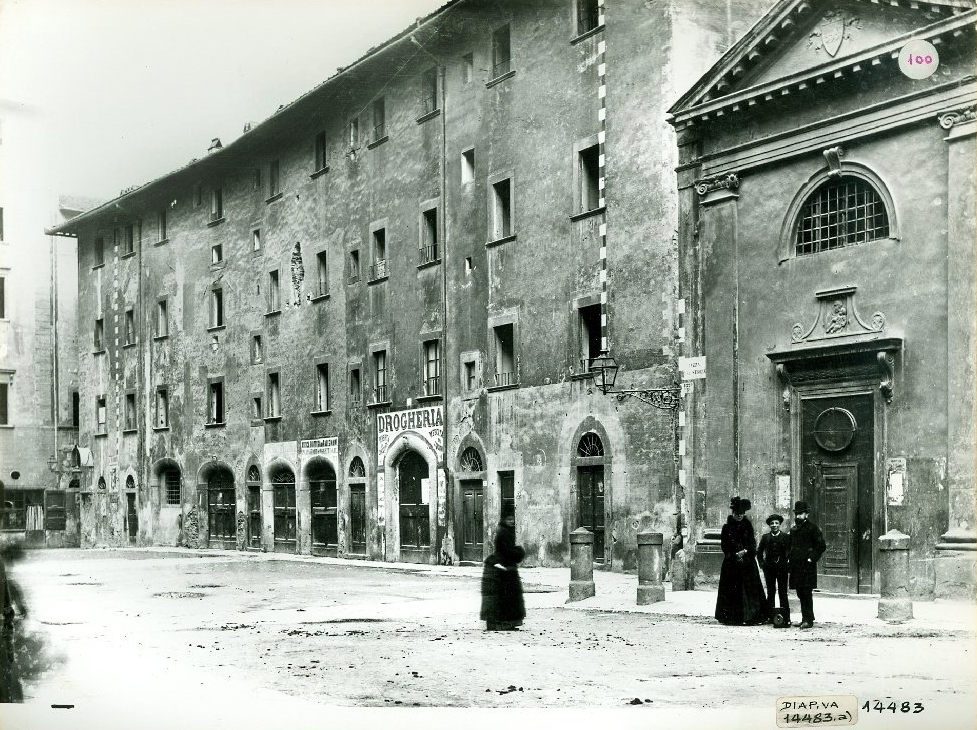
Edifici demoliti per realizzare palazzo Mattei

Erano qui in antico varie case che formavano schiera davanti a palazzo Strozzi, appartenenti ai Gondi, ai Trinciavelli, ai Sassetti e ai Vecchietti, abbattute per l'allargamento delle attuali vie degli Anselmi e degli Strozzi. Al loro posto venne eretto su progetto dell'architetto Riccardo Mazzanti (così la letteratura consultata, ma i disegni conservati presso l'Archivio storico del Comune di Firenze recano la firma di Pietro Berti) e su committenza della famiglia Mattei questo palazzo, ad occupare l'intero isolato. 
Fin dal 1894 l'edificio ospitò i Grandi Magazzini Botto, quindi fu sede del Grand Hotel du Nord. Successivamente passò in eredità al Comune di Firenze che lo alienò vendendolo, nel 1921, all'Istituto Nazionale delle Assicurazioni. Dal 1930 e per lungo tempo il palazzo si è identificato con il negozio Principe di Firenze, aperto appunto in quella data per iniziativa di Sergio Doni. Oggi ospita al piano terra la boutique del marchio internazionale Louis Vuitton.
Tutto l'immobile (esterni e interni) è stato oggetto di un intervento di restauro tra il 1999 e il 2001 su progetto degli architetti Augusto e Luca Fusani.

## Descrizione

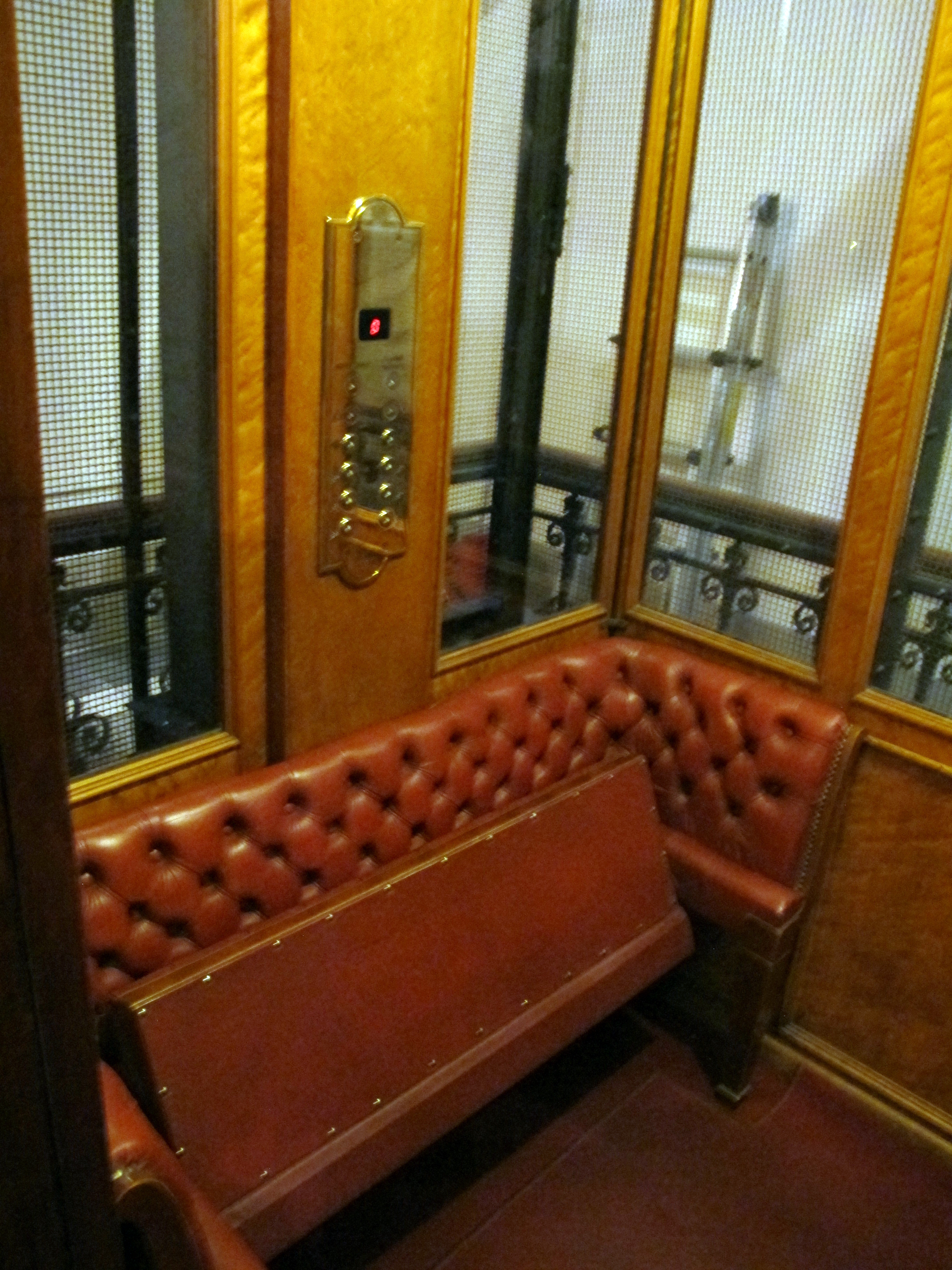
L'ascensore con sedute

L'edificio si presenta, nella facciata che guarda sulla piazza degli Strozzi (da considerarsi come la principale), organizzato su quattro piani per sette assi, con al terreno una successione di archi che recano in chiave delle teste di leone. Le cantonate, come pure i pilastri che affiancano il portone, sono arricchite da un bugnato piano, con chiara allusione a modelli propri dell'architettura fiorentina cinquecentesca. 
Sul finestrone in asse al portone principale è uno scudo che reca la lettera M, in riferimento alla famiglia Mattei di Firenze. Su via degli Anselmi, sempre in prossimità di piazza degli Strozzi, è una targa in marmo a ricordare come lì sorgesse l'antica chiesa di Santa Maria degli Ughi (non tanto su sito del palazzo, ma dirimpetto, adiacente al palazzo dello Strozzino e lungo la via che un tempo era molto più stretta).
| QUI SORGEVA L'ANTICA CHIESA DI SANTA MARIA DEGLI UGHI |

All'interno molti ambienti conservano l'aspetto fine Otto-inizio Novecento, come l'androne o l'ascensore originale, dotato di sedute.